# Teller Ammons
Teller Ammons, född 3 december 1895 i Denver, död 16 januari 1972 i Denver, var en amerikansk demokratisk politiker. Han var guvernör i delstaten Colorado 1937–1939. Han var son till Elias M. Ammons som var delstatens guvernör 1913–1915.
Fadern Elias M. Ammons var vän med Henry M. Teller, efter vars efternamn Teller Ammons fick sitt förnamn. Fadern hade en ranch i Douglas County, Colorado där han tillbringade en del av sin barndom.
Teller Ammons gick i skola först i Douglas County och sedan i North High School i Denver. Efter skolgången tjänstgjorde han i första världskriget i USA:s armé. Sin juristexamen avlade han 1929 vid Westminster Law School, en juridikskola som 1957 gick samman med juridiska fakulteten vid University of Denver. Ammons var ledamot av delstatens senat 1930–1935 och tillträdde sedan som stadsåklagare i Denver. Han vann guvernörsvalet i Colorado 1936 men besegrades två år senare av utmanaren Ralph Lawrence Carr. Under andra världskriget var Ammons överste i armén och tjänstgjorde sedan i den militära administrationen av Guam.
Ammons avled 76 år gammal på St. Luke's Hospital i Denver och gravsattes på Fairmount Cemetery.